# 박효종
박효종(朴孝鍾, 1947년 11월 17일~)은 서울대학교 윤리교육학과 교수를 역임하였으며 2017년 6월 12일에 방송통신심의위원회 위원장 임기 3년을 마쳤다. 대한민국의 뉴라이트 운동가이기도 하다.

## 생애

### 생애 초기
가톨릭대학교 신학부에서 학사, 석사(신학)를 받고, 후에 서울대학교 국민윤리교육과에서 다시 교육학 석사를 받았다. 이후 1986년 미국 인디애나 대학교에서 '제3공화국의 국가 자율성'에 관한 논문으로 정치학 박사학위를 받았다. 1987년부터 1999년까지 경상국립대학교 국민윤리교육과에서 재직하다가, 이후에 서울대학교 국민윤리교육과 교수로 부임하였다. 서울대학교 교수에 부임한 이후, 대한민국의 뉴라이트 활동에 참여하였다. 2년 6개월간 작업했다는 학술서 <국가와 권위>(2001)로 제42회 한국백상출판문화상 저작상을 수상하기도 했다.

### 뉴라이트 운동
2005년부터 뉴라이트 계열 운동단체인 교과서포럼의 회장을 맡고 있다. 대안교과서 한국 근·현대사를 출간했다.이 교과서에 대해 진보성향의 단체에서는 일본의 우익 단체가 조직한 새로운 역사 교과서를 만드는 모임의 판박이라는 주장을 한다. 그러나 다산칼럼 등 보수진영은 식민지근대화론 등에 대해 교과서포럼이 옳다는 평가를 했다.
2008년에는 보수언론인 조중동, 한나라당의 일부 국회의원 등과 함께 "건국60년기념운동"을 벌이고, 8월 15일이 광복절이 아닌 건국절로 개칭하여 이를 국가차원에서 조직화하려고 하였다, 이를 두고 민주당과 한홍구교수는 친일파의 주장과 유사하다고 주장했다..

## 관련 단체
- 교과서포럼
- 바른사회시민회의(공동대표)
- 사단법인 시대정신(편집위원)